# Liste der Bodendenkmäler in Altenstadt (Iller)
Auf dieser Seite sind die Bodendenkmäler in dem schwäbischen Markt Altenstadt zusammengestellt. Diese Tabelle ist eine Teilliste der Liste der Bodendenkmäler in Bayern. Grundlage ist die Bayerische Denkmalliste, die auf Basis des Bayerischen Denkmalschutzgesetzes vom 1. Oktober 1973 erstmals erstellt wurde und seither durch das Bayerische Landesamt für Denkmalpflege geführt wird. Die folgenden Angaben ersetzen nicht die rechtsverbindliche Auskunft der Denkmalschutzbehörde.

## Bodendenkmäler in Altenstadt

### Bodendenkmäler in der Gemarkung Altenstadt
| Lage                                                | Objekt | Akten-Nr.     | Bild           |
| --------------------------------------------------- | --- | ------------- | -------------- |
| Altenstadt Illereichen, Kirchplatz 3 (Standort)     | Mittelalterlicher Burgstall und frühneuzeitliches Schloss Aichheim.                                                                      | D-7-7826-0006 | weitere Bilder |
| Altenstadt (Standort)                               | Mittelalterlicher Burgstall sowie abgegangene Kapelle des Mittelalters und der frühen Neuzeit.                                           | D-7-7826-0007 |                |
| Altenstadt (Standort)                               | Grabhügel vorgeschichtlicher Zeitstellung sowie Burgstall des Mittelalters.                                                              | D-7-7826-0008 |                |
| Altenstadt (Standort)                               | Grabhügel vorgeschichtlicher Zeitstellung.                                                                                               | D-7-7826-0026 |                |
| Altenstadt Illereichen, Kirchplatz 1 (Standort)     | Mittelalterliche und frühneuzeitliche Befunde im Bereich der katholischen Pfarrkirche Mariä Himmelfahrt in Illereichen.                  | D-7-7826-0048 | weitere Bilder |
| Altenstadt Friedhofstrasse 4 (Standort)             | Mittelalterliche und frühneuzeitliche Befunde im Bereich der katholischen Filialkirche Mariae Geburt in Altenstadt.                      | D-7-7826-0050 | weitere Bilder |
| Altenstadt Illereichen, Am Gottesacker 1 (Standort) | Frühneuzeitliche Befunde im Bereich der katholischen Kapelle St. Sebastian und Rochus und des zugehörigen, 1920 aufgelassenen Friedhofs. | D-7-7826-0058 |                |
| Altenstadt (Standort)                               | Frühneuzeitliche Befunde im Bereich der 1955 abgebrochenen Synagoge in Altenstadt, mit Mikwe und Schulhaus.                              | D-7-7826-0067 |                |
| Altenstadt Obere Illereicher Straße 2 a (Standort)  | Archäologische Befunde im Bereich des neuzeitlichen jüdischen Friedhofs in Altenstadt-Illereichen.                                       | D-7-7826-0068 | weitere Bilder |

### Bodendenkmäler in der Gemarkung Filzingen
| Lage                               | Objekt | Akten-Nr.     | Bild           |
| ---------------------------------- | --- | ------------- | -------------- |
| Filzingen Kapellenweg 6 (Standort) | Mittelalterliche und frühneuzeitliche Befunde im Bereich der katholischen Filialkirche St. Martin in Filzingen. | D-7-7826-0032 | weitere Bilder |

### Bodendenkmäler in der Gemarkung Herrenstetten
| Lage                                                          | Objekt | Akten-Nr.     | Bild                       |
| ------------------------------------------------------------- | --- | ------------- | -------------------------- |
| Herrenstetten (Standort)                                      | Freilandstationen des Spätpaläolithikums, des Früh- und des Spätmesolithikums.                                                                               | D-7-7826-0025 |                            |
| Herrenstetten Dattenhausen, Holzbergstrasse 2 (Standort)      | Mittelalterliche und frühneuzeitliche Befunde im Bereich der katholischen Filialkirche St. Maria Magdalena in Dattenhausen.                                  | D-7-7826-0052 | weitere Bilder             |
| Herrenstetten Herrenstetten, Weg zum Friedhof 1 (Standort)    | Mittelalterliche und frühneuzeitliche Befunde im Bereich der katholischen Pfarrkirche St. Martin in Herrenstetten.                                           | D-7-7826-0054 | Bodendenkmal D-7-7826-0054 |
| Herrenstetten Bergenstetten, St.-Nikolaus-Straße 6 (Standort) | Mittelalterliche und frühneuzeitliche Befunde im Bereich der katholischen Filialkirche zur allerheiligsten Dreifaltigkeit und St. Nikolaus in Bergenstetten. | D-7-7826-0059 |                            |
| Herrenstetten (Standort)                                      | Mittelalterlicher Burgstall. | D-7-7827-0032 |                            |

### Bodendenkmäler in der Gemarkung Jedesheim
| Lage                 | Objekt                             | Akten-Nr.     | Bild |
| -------------------- | ---------------------------------- | ------------- | ---- |
| Jedesheim (Standort) | Freilandstation des Mesolithikums. | D-7-7826-0030 |      |

### Bodendenkmäler  in der Gemarkung Osterberg
| Lage                 | Objekt                                     | Akten-Nr.     | Bild |
| -------------------- | ------------------------------------------ | ------------- | ---- |
| Osterberg (Standort) | Grabhügel vorgeschichtlicher Zeitstellung. | D-7-7826-0023 |      |

### Bodendenkmäler in der Gemarkung Untereichen
| Lage                                | Objekt | Akten-Nr.     | Bild           |
| ----------------------------------- | --- | ------------- | -------------- |
| Untereichen (Standort)              | Mittelalterlicher Burgstall. | D-7-7826-0001 |                |
| Untereichen An der Halde (Standort) | Mittelalterliche und frühneuzeitliche Befunde im Bereich der katholischen Kirche St. Petrus und Paulus in Untereichen und ihrer Vorgängerbauten. | D-7-7826-0056 | weitere Bilder |
| Untereichen (Standort)              | Burgstall mittelalterlicher Zeitstellung. | D-7-7826-0066 |                |